# Кота
Вижте пояснителната страница за други значения на Кота.
Ко̀та е топографски термин, който означава нанасяне на абсолютната надморска височина на точка върху топографска карта.

## Военно дело
Във военната наука терминът кота най-често се употребява за обозначаване на господстваща височина или на възвишение, от което се открива най-добър обзор. Тези коти се използват за установяване на наблюдателни и опорни пунктове.